# Bléruais
Bléruais est une commune française située dans le département d'Ille-et-Vilaine, en région Bretagne. Elle fait partie de la communauté de communes de Saint-Méen Montauban.
Depuis la fusion du Lou-du-Lac avec La Chapelle-du-Lou en 2016, c'est la commune la moins peuplée d'Ille-et-Vilaine.

## Géographie

### Localisation
La commune est située en région Bretagne, à l'ouest du département d'Ille-et-Vilaine, à 33 km de Rennes. La route qui traverse le bourg de Bléruais a la particularité de faire également office de limite communale. En effet, le côté de l'église est en Bléruais, l'autre se trouve sur la commune de Saint-Malon-sur-Mel.

### Géologie et relief
Bléruais se trouve à l'ouest du bassin de Rennes. Elle repose sur une couche sédimentaire du Briovérien.
L'altitude de la commune varie entre 45 et 92 mètres. Les altitudes les plus basses sont situées aux extrêmes nord et sud, ceci est lié à l'hydrographie de la commune.

### Lieux-dits
- Le Baronnais
- La Besnardière
- Le Champ Perron
- Le Château
- Le Closel
- Coquenée
- Le Fournet
- La Hesnière
- La Lande Marion
- La Landelle
- La Motte
- Le Presbytère
- Le Tertre
- Le Val Botherel
- Viel
- La Ville-ès-Marquer
- La Ville-ès-Roux

### Hydrographie
Pour un article plus général, voir Réseau hydrographique d'Ille-et-Vilaine.
La commune est située dans le bassin Loire-Bretagne. Elle est drainée par le Meu, le Comper et le ruisseau de la Planchette qui constituent des limites communales,.
Le Meu constitue une limite de la communeau nord de son territoire. D'une longueur de 84 km, prend sa source dans la commune de Saint-Vran et se jette  dans un bras de la Vilaine à Chavagne, après avoir traversé 21 communes. 
Le Comper est une limite sud-est de la commune. D'une longueur de 17 km, il prend sa source dans la commune de Paimpont et se jette  dans le Meu à Saint-Gonlay, après avoir traversé six communes. 
la Rivière des Landelles est une limite est de la commune et le Ruisseau de la Planchette une limite nord-est. Ces cours d'eau sont bordés principalement par des terres agricoles.

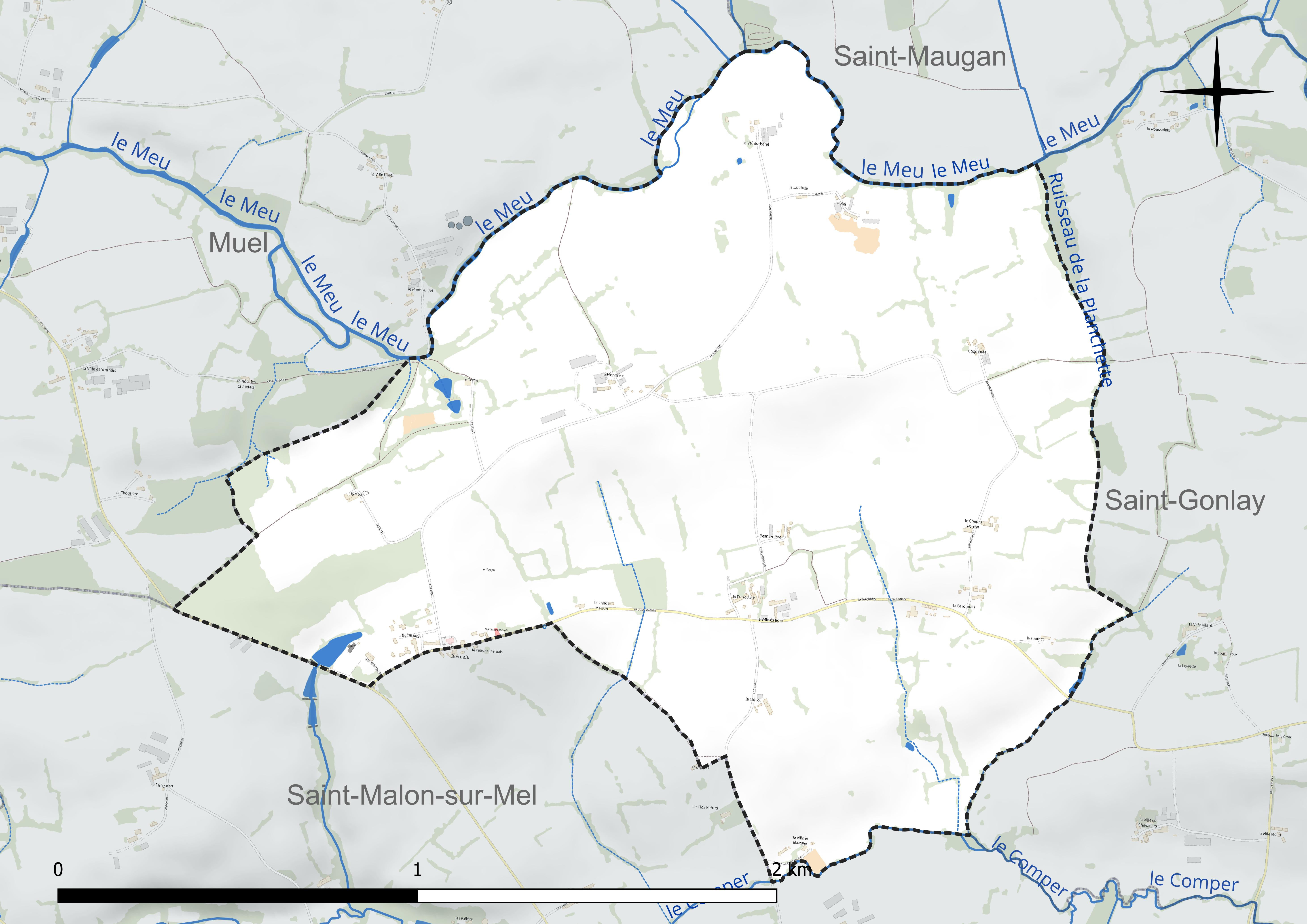
Réseau hydrographique de Bléruais.

### Climat
Pour des articles plus généraux, voir Climat de la Bretagne et Climat d'Ille-et-Vilaine.
En 2010, le climat de la commune est de type climat océanique altéré, selon une étude du CNRS s'appuyant sur une série de données couvrant la période 1971-2000. En 2020, Météo-France publie une typologie des climats de la France métropolitaine dans laquelle la commune est exposée à un climat océanique et est dans la région climatique  Bretagne orientale et méridionale, Pays nantais, Vendée, caractérisée par une faible pluviométrie en été et une bonne insolation. Parallèlement l'observatoire de l'environnement en Bretagne publie en 2020 un zonage climatique de la région Bretagne, s'appuyant sur des données de Météo-France de 2009. La commune est, selon ce zonage, dans la zone « Intérieur Est », avec des hivers frais, des étés chauds et des pluies modérées.  
Pour la période 1971-2000, la température annuelle moyenne est de 11,4 °C, avec une amplitude thermique annuelle de 12,6 °C. Le cumul annuel moyen de précipitations est de 740 mm, avec 11,9 jours de précipitations en janvier et 6,2 jours en juillet. Pour la période 1991-2020, la température moyenne annuelle observée sur la station météorologique la plus proche, située sur la commune de Guer à 23 km à vol d'oiseau, est de 12,3 °C et le cumul annuel moyen de précipitations est de 872,7 mm,. Pour l'avenir, les paramètres climatiques de la commune estimés pour 2050 selon différents scénarios d'émission de gaz à effet de serre sont consultables sur un site dédié publié par Météo-France en novembre 2022.

### Voies de communication et transports

#### Réseau routier
La départementale 359 traverse la commune d'ouest en est. Elle traverse le bourg et y est limitée à 50 km/h.
La commune possède des noms de rues pour le bourg depuis le 21 juillet 2011, date de pose des plaques de rues et des numéros d'habitations. Ceci fait suite à une demande de la préfecture de Rennes, approuvée par le conseil municipal le 26 février 2011. Auparavant, les habitations du bourg étaient associées aux lieux-dits le Bourg et le Temple.

#### Transports
Les transports scolaires sont assurés sur la commune par le département d'Ille-et-Vilaine.
Une étude est lancée le 28 avril 2010 par la communauté de communes du Pays de Saint-Méen-le-Grand pour améliorer les transports publics sur son territoire. Il en résulte, fin 2010, que deux des communes ne sont pas desservies par les transports en commun : Saint-Malon-sur-Mel et Bléruais. Une enquête est lancée, dans le cadre de l'étude, auprès des populations des deux communes. Cette enquête propose le choix entre une navette reliant les communes à une gare desservie par le TER, ou par une navette du réseau de transport Illenoo. La solution retenue est une navette, menant à la commune de Montfort-sur-Meu, nommée Merlin Go. La navette est suspendue en juillet 2014, faute d'usagers.

## Urbanisme

### Typologie
Au 1er janvier 2024, Bléruais est catégorisée commune rurale à habitat dispersé, selon la nouvelle grille communale de densité à sept niveaux définie par l'Insee en 2022.
Elle est située hors unité urbaine et hors attraction des villes,.

### Occupation des sols
L'occupation des sols de la commune, telle qu'elle ressort de la base de données européenne d'occupation biophysique des sols Corine Land Cover (CLC), est marquée par l'importance des territoires agricoles (100 % en 2018), une proportion identique à celle de 1990 (100 %). La répartition détaillée en 2018 est la suivante : terres arables (64,3 %), zones agricoles hétérogènes (33,3 %), prairies (2,4 %). L'évolution de l'occupation des sols de la commune et de ses infrastructures peut être observée sur les différentes représentations cartographiques du territoire : la carte de Cassini (XVIIIe siècle), la carte d'état-major (1820-1866) et les cartes ou photos aériennes de l'IGN pour la période actuelle (1950 à aujourd'hui).

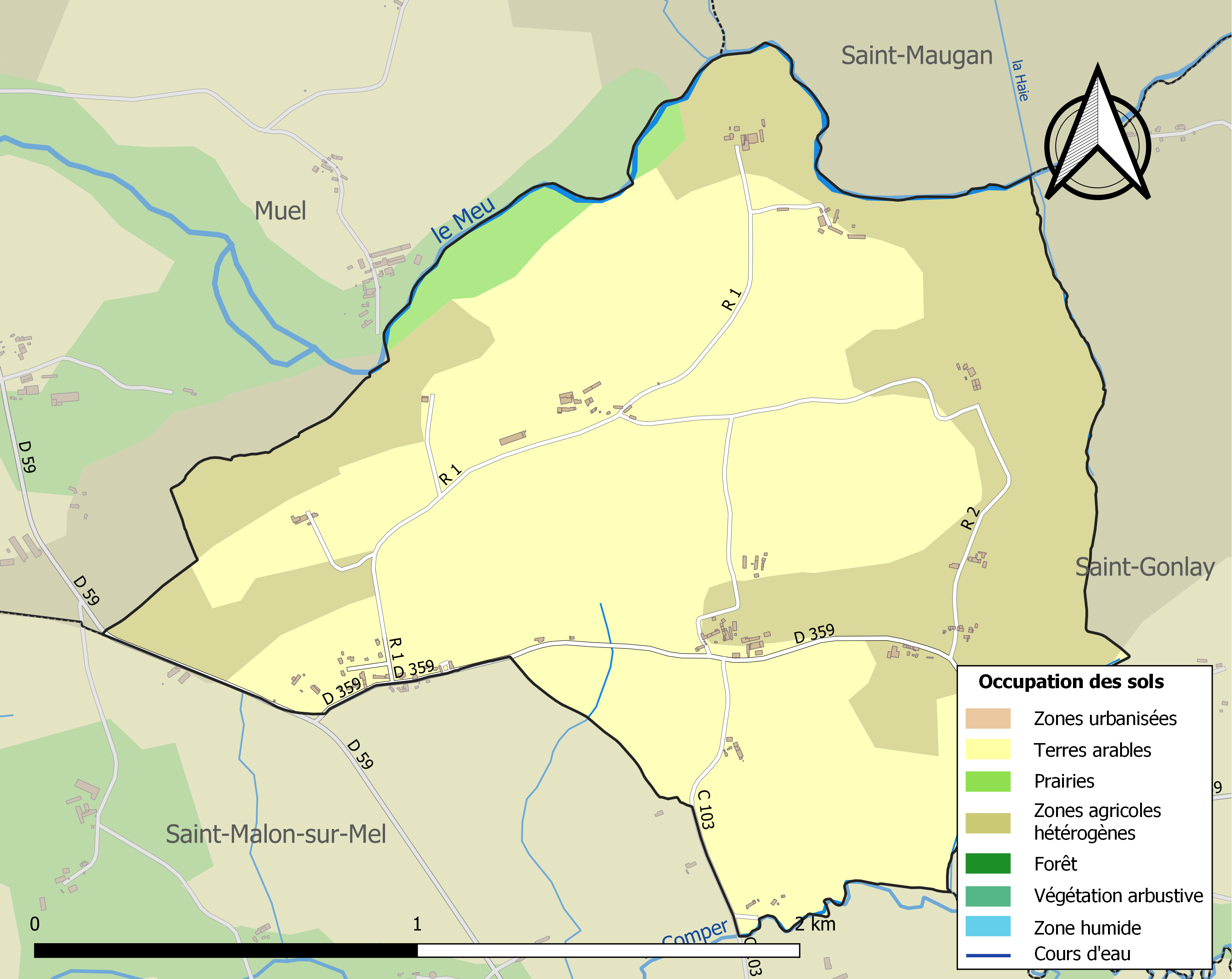
Carte des infrastructures et de l'occupation des sols de la commune en 2018 (CLC).

## Toponymie
Le nom de la commune est attesté sous la forme Blerruas en 1427.
L'origine du nom de Bléruais est incertaine.
Il proviendrait d'un nom ancien Blesru, composé de deux noms en vieux breton bleid (loup) et rud (rouge) et suivi par un suffixe de localisation -ate. Il pourrait également provenir de Bluharnais, qui signifie le sommet des tertres.
Au XVe siècle, un gisant de l'église d'Iffendic porte l'inscription Bles Ruas[réf. nécessaire].
Ses habitants sont appelés les Bléruaisiens.
Sa forme bretonne proposée par l'OPLB est Blerwaz. Son nom en Gallo est Bleruaz[réf. nécessaire].

## Histoire

### Époque moderne
En 1427, la famille Guichard fait l'acquisition du manoir de Bléruais, situé à 200 mètres du bourg, sur le bord nord de la route de Muel. La famille Guichard appartient à la seigneurie de Bléruais. Une dalle tumulaire du XVe siècle de l'église d'Iffendic représente un homme revêtu d'une cotte de mailles aux armes de cette famille. On peut lire sur cette dalle l'inscription Bles Ruas, en référence à la commune.
Le manoir de Bléruais est racheté en 1654 par la famille de France.
En 1673, Bléruais devient trève d'Iffendic et est officiellement reconnue par monseigneur de Guémadeuc. La construction de l'église Saint-Armel débute deux ans plus tard, en 1675.

### Époque contemporaine
La paroisse de Bléruais est supprimée en 1803 et est réunie à celle de Saint-Malon-sur-Mel. Elle est rétablie en 1826.
Un débat sur la fusion de la commune avec celle de Saint-Malon-sur-Mel est lancé sous le Second Empire. Il est remis au goût du jour pendant la Seconde Guerre mondiale, mais en vain puisque la commune existe toujours. Il s'oppose à la volonté des habitants, satisfaits du découpage actuel.

## Politique et administration

### Administration municipale
Le conseil municipal est composé d'un maire, de deux maires-adjoints et six conseillers municipaux.

### Tendances politiques et résultats
Élections présidentielles, résultats des deuxièmes tours
- Élection présidentielle de 2002[37] : 85,11 % pour Jacques Chirac (RPR), 14,89 % pour Jean-Marie Le Pen (FN), 87,27 % de participation.
- Élection présidentielle de 2007[38] : 51,61 % pour Ségolène Royal (PS), 48,99 % pour Nicolas Sarkozy (UMP), 92,96 % de participation.
- Élection présidentielle de 2012[39] : 54,41 % pour Nicolas Sarkozy (UMP), 45,59 % pour François Hollande (PS), 87,06 % de participation.
- Élection présidentielle de 2017[40] : 71,83 % pour Emmanuel Macron (LREM), 28,17 % pour Marine Le Pen (FN), 87,06 % de participation.
- Élection présidentielle de 2022[41] : 71,67 % pour Emmanuel Macron (LREM), 28,33 % pour Marine Le Pen (RN), 79,49 % de participation.

Élections législatives, résultats des deuxièmes tours
- Élections législatives de 2002[42] : 55,56 % pour Philippe Rouault (UMP), 44,44 % pour Marcel Rogemont (PS), 81,82 % de participation.
- Élections législatives de 2007[43] : 51,92 % pour Philippe Rouault (UMP), 48,08 % pour Marcel Rogemont (DVG), 73,24 % de participation.
- Élections législatives de 2012[44] : 55,74 % pour Philippe Rouault (UMP), 44,26 % pour François André (PS), 72,09 % de participation.

Élections européennes, résultats des deux meilleurs scores
- Élections européennes de 2004[45] : 26,83 % pour Fabrice Sanchez (CPNT)[46], 21,95 % pour Bernard Poignant (PS), 68,85 % de participation.
- Élections européennes de 2009[47] : 27,03 % pour Bruno Blossier (Newropeans), 27,03 % pour Thierry Brulavoine (Europe Décroissance), 51,28 % de participation.

Élections régionales, résultats des deux meilleurs scores
- Élections régionales de 2004[48] : 54,76 % pour Jean-Yves Le Drian (PS), 45,24 % pour Josselin Rohan De, 69,35 % de participation.
- Élections régionales de 2010[49] : 46,15 % pour Jean-Yves Le Drian (PS), 41,03 % pour Bernadette Malgorn (UMP), 55,13 % de participation.

Élections cantonales, résultats des deuxièmes tours
- Élections cantonales de 2008[50] : 51,02 % pour Maurice Théaud (UMP), 48,98 % pour Armel Jalu (DVG), 67,12 % de participation.

Élections référendaires
- Référendum de 1992 relatif au Traité de Maastricht[51] : 59,57 % pour le Oui, 40,43 % pour le Non, 76,92 % de participation.
- Référendum de 2000 relatif au quinquennat présidentiel[52] : 60,00 % pour le Oui, 40,00 % pour le Non, 49,06 % de participation.
- Référendum de 2005 relatif au traité établissant une Constitution pour l'Europe[53] : 54,17 % pour le Oui, 45,83 % pour le Non, 81,67 % de participation.

### Intercommunalité
Bléruais était membre de la communauté de communes du Pays de Saint-Méen-le-Grand de sa création au 1er janvier 2014. Depuis cette date, elle fait partie communauté de communes de Saint-Méen Montauban.
La gestion des déchets, la construction et la gestion d'infrastructures destinées au sport, la promotion touristique du territoire et certaines actions sociales sont ainsi déléguées à ce niveau intercommunal.

## Population et société

### Démographie
L'évolution du nombre d'habitants est connue à travers les recensements de la population effectués dans la commune depuis 1793. Pour les communes de moins de 10 000 habitants, une enquête de recensement portant sur toute la population est réalisée tous les cinq ans, les populations de référence des années intermédiaires étant quant à elles estimées par interpolation ou extrapolation. Pour la commune, le premier recensement exhaustif entrant dans le cadre du nouveau dispositif a été réalisé en 2004.

En 2022, la commune comptait 98 habitants, en évolution de −10,91 % par rapport à 2016 (Ille-et-Vilaine : +5,46 %, France hors Mayotte : +2,11 %).
| 1793 | 1800 | 1806 | 1821 | 1831 | 1836 | 1841 | 1846 | 1851 |
| ---- | ---- | ---- | ---- | ---- | ---- | ---- | ---- | ---- |
| 122  | 198  | 219  | 342  | 192  | 163  | 173  | 184  | 201  |

| 1856 | 1861 | 1866 | 1872 | 1876 | 1881 | 1886 | 1891 | 1896 |
| ---- | ---- | ---- | ---- | ---- | ---- | ---- | ---- | ---- |
| 192  | 195  | 201  | 187  | 206  | 217  | 191  | 211  | 198  |

| 1901 | 1906 | 1911 | 1921 | 1926 | 1931 | 1936 | 1946 | 1954 |
| ---- | ---- | ---- | ---- | ---- | ---- | ---- | ---- | ---- |
| 180  | 191  | 207  | 197  | 185  | 165  | 177  | 152  | 139  |

| 1962 | 1968 | 1975 | 1982 | 1990 | 1999 | 2004 | 2006 | 2009 |
| ---- | ---- | ---- | ---- | ---- | ---- | ---- | ---- | ---- |
| 118  | 109  | 104  | 86   | 62   | 60   | 76   | 95   | 96   |

| 2014 | 2019 | 2022 | - | - | - | - | - | - |
| ---- | ---- | ---- | - | - | - | - | - | - |
| 110  | 102  | 98   | - | - | - | - | - | - |

#### Évolution démographique
Bléruais est en 2009 la commune la moins peuplée d'Ille-et-Vilaine avec une population municipale de 96 habitants.
En 2010, sa population atteint les 98 habitants soit plus que celle du Lou-du-Lac (96 habitants).
À la suite de la création de la commune nouvelle de la Chapelle du Lou du Lac au 1er janvier 2016, Bléruais redevient la commune la moins peuplée d'Ille-et-Vilaine, avec 99 habitants en 2021. Cette situation ouvre un projet de fusion avec les communes avoisinantes, régulièrement cité depuis 2019.

#### Pyramide des âges
La population de la commune est relativement jeune.
En 2018, le taux de personnes d'un âge inférieur à 30 ans s'élève à 36,3 %, soit en dessous de la moyenne départementale (38,2 %). À l'inverse, le taux de personnes d'âge supérieur à 60 ans est de 19,6 % la même année, alors qu'il est de 23,3 % au niveau départemental.
En 2018, la commune comptait 53 hommes pour 53 femmes, soit un taux de 50 % de femmes, légèrement inférieur au taux départemental (51,18 %).
Les pyramides des âges de la commune et du département s'établissent comme suit.
| Hommes | Classe d’âge | Femmes |
| ------ | ------------ | ------ |
| 0,0    | 90 ou +      | 0,0    |
| 7,8    | 75-89 ans    | 19,6   |
| 9,8    | 60-74 ans    | 2,0    |
| 27,5   | 45-59 ans    | 17,6   |
| 21,6   | 30-44 ans    | 21,6   |
| 13,7   | 15-29 ans    | 9,8    |
| 19,6   | 0-14 ans     | 29,4   |

| Hommes | Classe d’âge | Femmes |
| ------ | ------------ | ------ |
| 0,7    | 90 ou +      | 1,8    |
| 6,3    | 75-89 ans    | 8,7    |
| 14,5   | 60-74 ans    | 15,6   |
| 19,6   | 45-59 ans    | 18,8   |
| 19,5   | 30-44 ans    | 18,7   |
| 20,2   | 15-29 ans    | 19     |
| 19,1   | 0-14 ans     | 17,4   |

### Enseignement

#### Enseignement primaire
La mairie-école de Bléruais est conçue en 1880 par l'architecte rennais Albert Béziers La Fosse. Le montant total des travaux s'élève à près de 20 000 francs. Les travaux sont achevés en 1882. Cette école mixte est prévue pour accueillir une classe. En 1898, des fonds sont alloués pour effectuer divers travaux sur le bâtiment. En 1980, la classe compte 13 élèves. Dès cette année-là, l'idée est lancée de regrouper les écoles primaires de Bléruais, Saint-Gonlay et Saint-Malon-sur-Mel. En 1981, la classe ferme, les enfants vont à l'école primaire de Saint-Malon-sur-Mel. Dès lors, le bâtiment est réaménagé : la mairie remplace l'école, et le reste du bâtiment est loué en tant que logement.

#### Enseignement secondaire
L'enseignement secondaire est dispensé dans les villes de Saint-Méen-le-Grand et Montfort-sur-Meu.

### Manifestations culturelles et festivités
L'association Les Amis de Bléruais organise régulièrement des manifestations. Parmi celles-ci, on retrouve le vide-grenier annuel, depuis 2009, et la course cycliste, organisée sur le même week-end que le vide-grenier. On peut également citer le Pardon de Saint-Amateur, suivi de son après-midi festive, organisé chaque année le 15 août.

### Cultes
Les Bléruaisiens ont la possibilité de pratiquer le culte catholique.
La paroisse Saint-Méen du Garun, rattachée à l'archidiocèse de Rennes, Dol et Saint-Malo et couvrant les communes de Bléruais, Gaël, Le Bran, Le Crouais, Muel, Quedillac, Saint-Malon-sur-Mel, Saint-Maugan, Saint-Méen-le-Grand et Saint-Onen-la-Chapelle dispose d'un unique lieu de culte à Bléruais : l'église Saint-Armel.

## Culture locale et patrimoine

### Patrimoine culturel

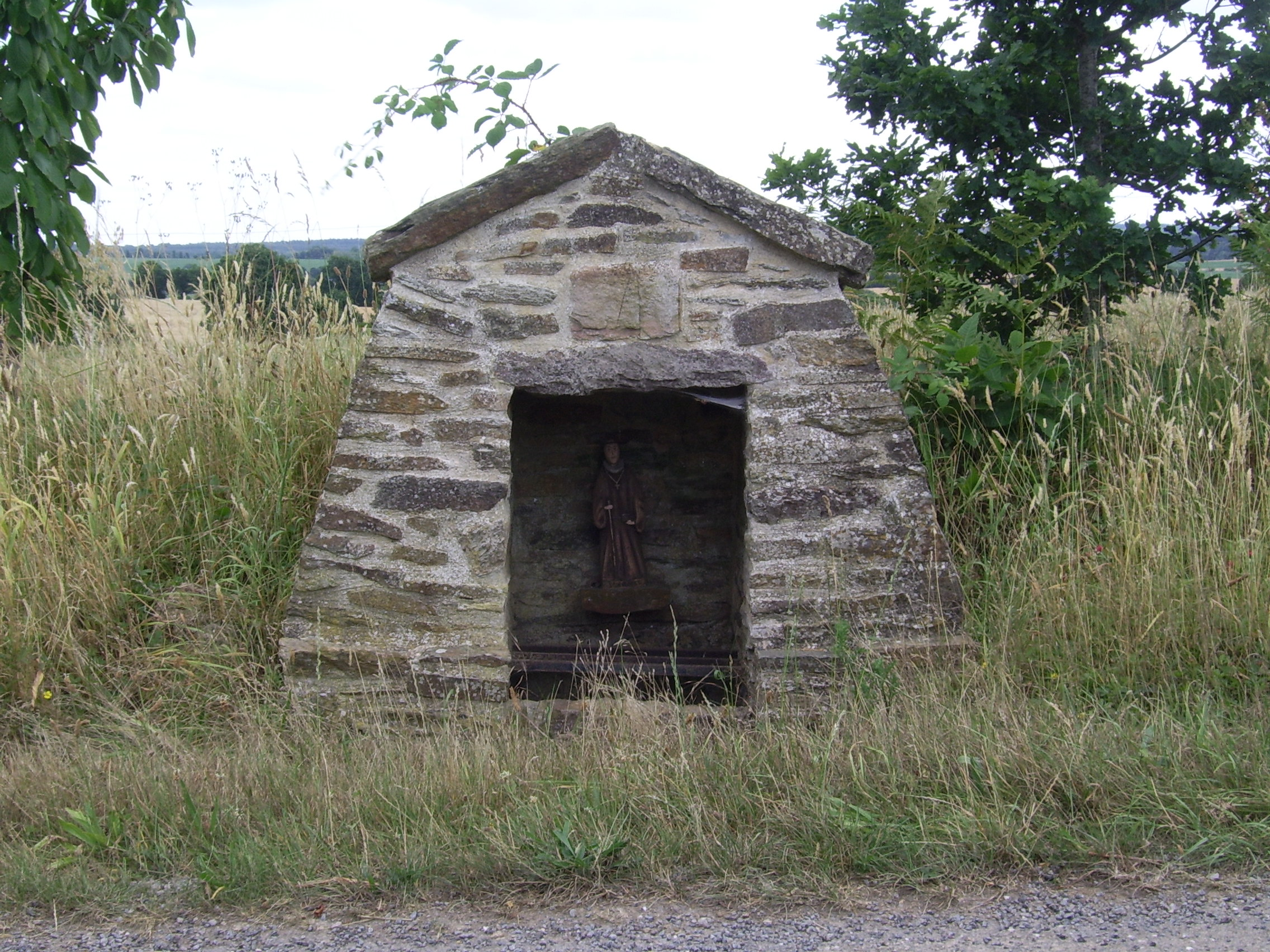
Fontaine de Saint-Armel.

Le saint patron de la commune est Saint-Armel. La légende veut que, lors d'un voyage de Montfort-sur-Meu à Ploërmel, il traversa et s'arrêta à Bléruais. Il planta son bâton en terre, et une source d'eau jaillit. Pour rappeler cette légende, une fontaine a été creusée à l'endroit probable où le Saint s'est arrêté. Bien que construite par les habitants de Bléruais, la fontaine est sur les terres de Saint-Malon-sur-Mel : ceci est dû au découpage administratif particulier.
Chaque année, le pardon de Saint-Amateur est organisé le 15 août. Cette coutume aux origines lointaines se déroule de façon similaire tous les ans. Le matin, une procession part de la fontaine de Saint-Armel jusqu'à l'église, où est prononcée la messe. Le midi un repas est organisé, et est suivi par une après-midi festive.

### Monuments

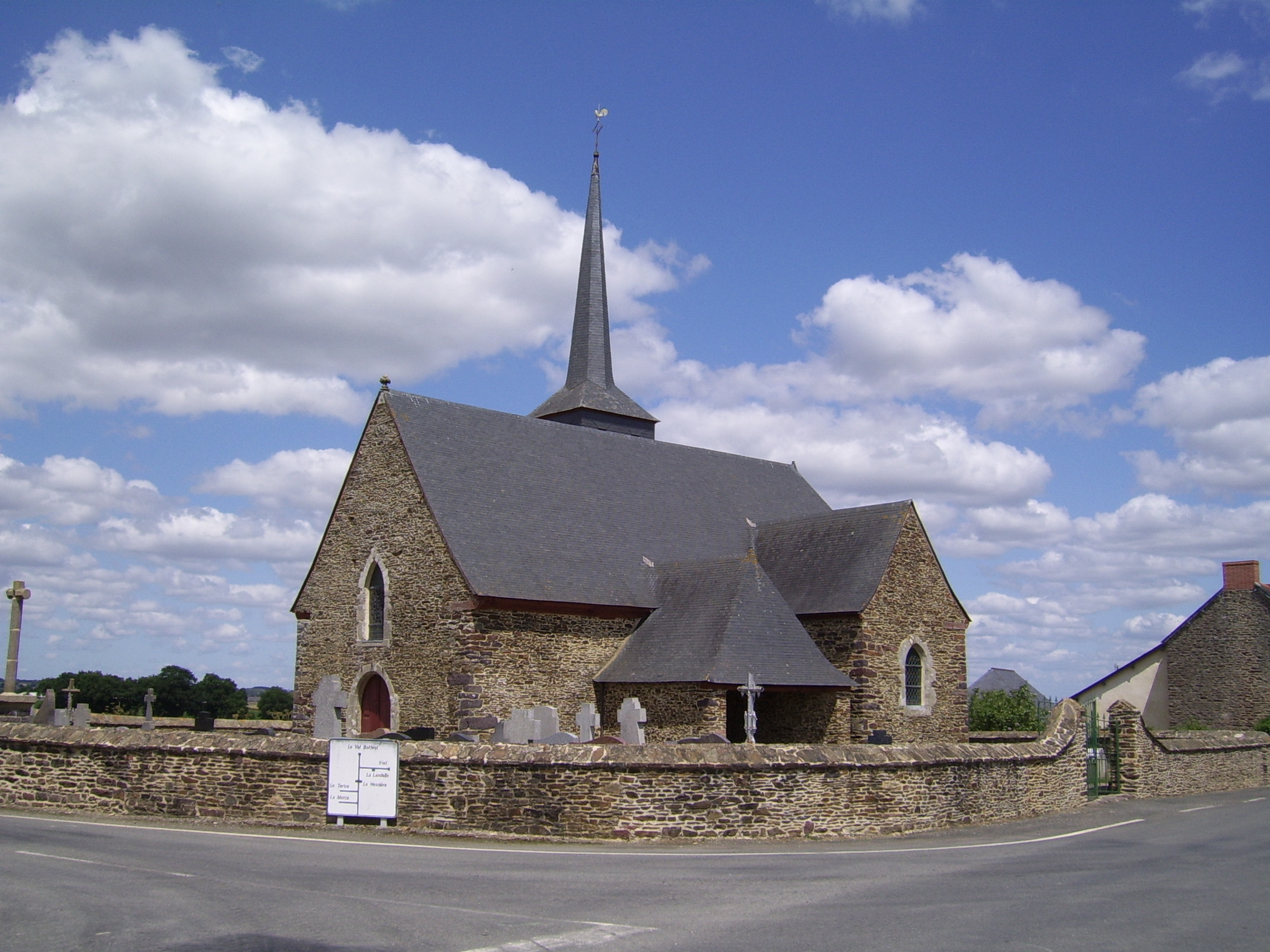
Vue depuis le bourg.
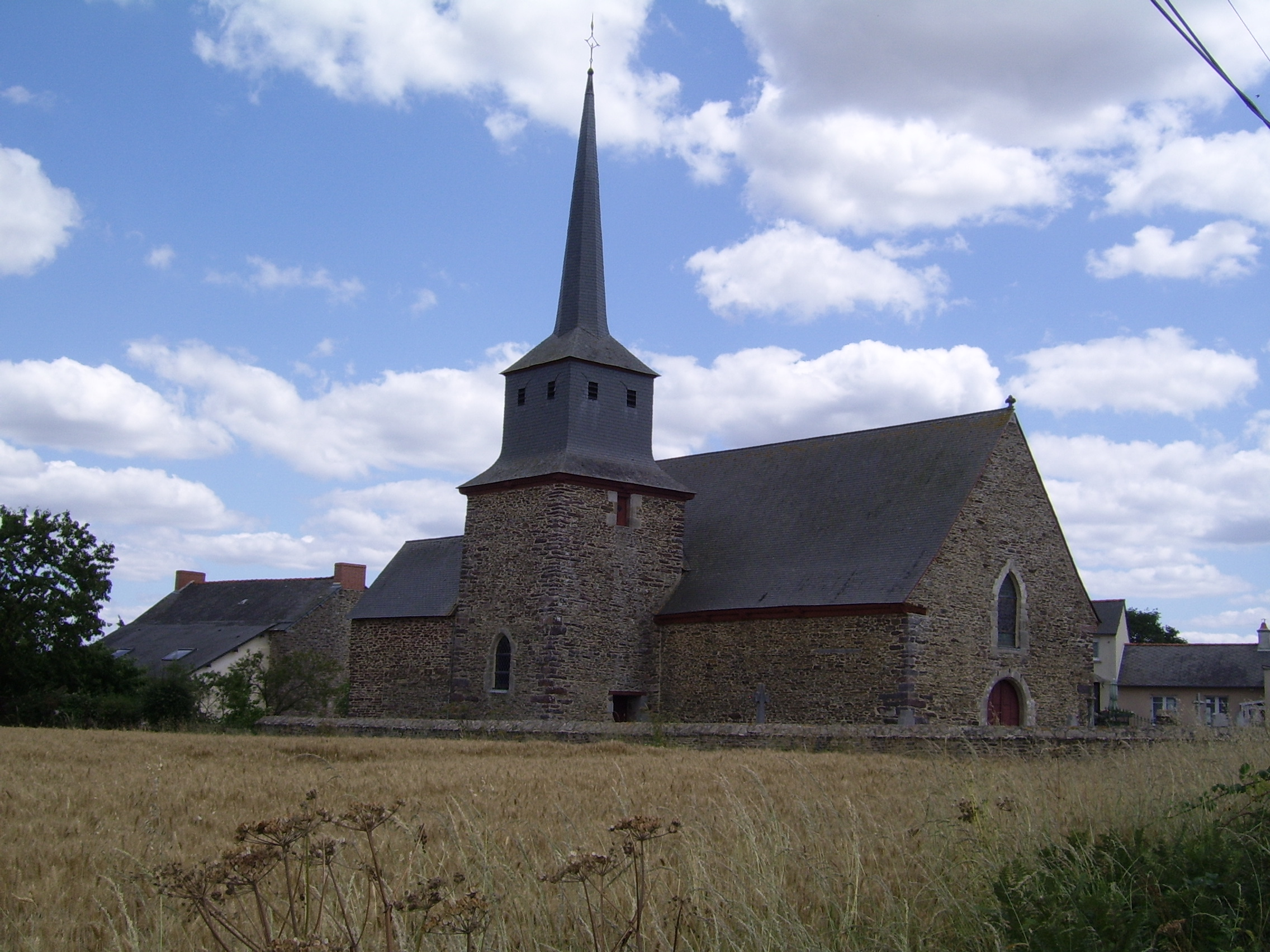
Façade nord.
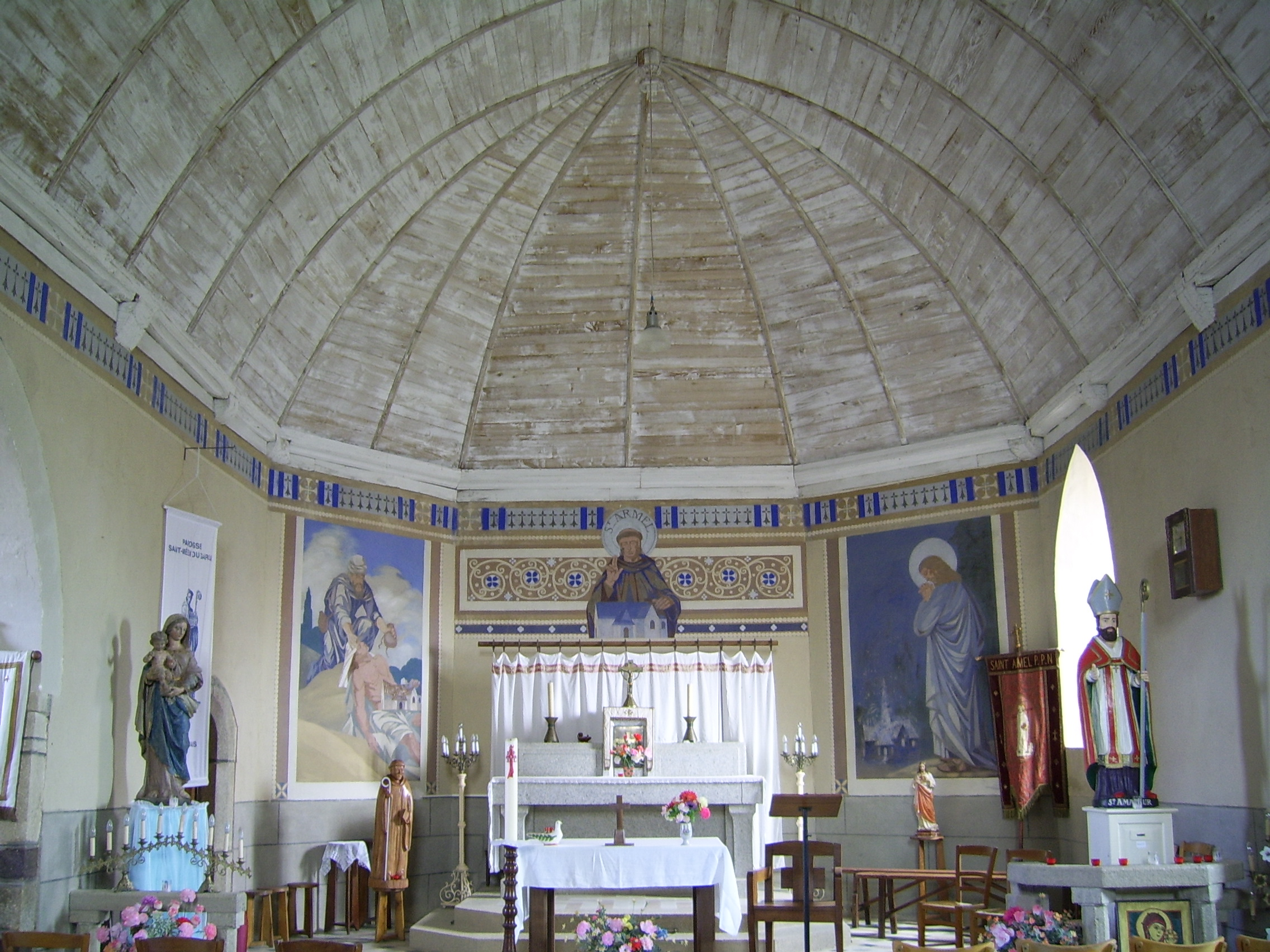
L'intérieur de l'église.

L'église Saint-Armel est le seul monument inventorié de la commune. Elle fut construite de 1675 à 1676. Elle possède une nef à chevet droit avec un transept, et un clocher à l'extrémité du croisillon nord. Le pignon du croisillon sud possède un porche et un cadran solaire en ardoise. Elle reçut différentes rénovations au cours du temps :
- 1898 : restauration de la toiture et rejointement des murs
- 1925 : restauration de la toiture
- 1931 : travaux sur le clocher
- 1932 : travaux sur la sacristie[67]

Dans la nuit du 5 au 6 mars 1948, un incendie d'origine accidentelle embrase l'église. L'alerte est donnée à 4 heures 30. Les habitants tentent tant bien que mal de sauver le mobilier. Les pompiers de Gaël interviennent, en vain. Le clocher, la toiture ainsi que tout l'intérieur sont détruits. Les dégâts sont estimés à 1 million de francs. Par imprudence, un enfant de chœur a vidé les charbons incandescents de son encensoir dans un trou du plancher de la sacristie. Par appel d'air, le feu a pris.
Cet incendie suscite une vive émotion dans la commune. L'église est restaurée en 1950 avec la participation de la commune. Près de 1 000 personnes assistent à son inauguration le 15 avril 1951.

### Héraldique
| Blason | Blasonnement : De sable à une épée renversée d'argent, accompagnée de trois étoiles du même. |

Ces armes sont celles de la famille Guichard, seigneurs de Bléruais durant le XVe siècle,.